# Henry Creswicke Rawlinson
Henry Creswicke Rawlinson, 1° baronetto Rawlinson (Chadlington, 5 aprile 1810 – Londra, 5 marzo 1895), è stato un militare, diplomatico e orientalista inglese.

## Biografia
Tradizionalmente indicato come fondatore della moderna assiriologia, riuscì per primo a trascrivere e tradurre le iscrizioni di Bisotun. Fu Socio straniero dell'Accademia dei Lincei dal 1883.
Rimase vittima della pandemia di influenza russa nel 1895.